# Olympic Essenbeek Halle
Koninklijke Olympic Essenbeek Halle (OEH) is een Vlaamse atletiekclub uit Vlaams-Brabant, aangesloten bij de VAL. In 2012 vierde de club haar 75-jarig bestaan. 

## Palmares Belgische interclubkampioenschappen
OEH heeft driemaal de zege gepakt op de Belgische interclub kampioenschappen bij de vrouwen. Dit deden ze in de jaren 1998, 1999 en 2001.  In 2016 kwamen de vrouwen uit in de tweede afdeling (ere-afdeling VAL) en de mannen in de hoogste afdeling (ere-afdeling KBAB).
|         | Jaar             |
| ------- | ---------------- |
| Vrouwen | 1998, 1999, 2001 |
| Mannen  | /                |

## Wedstrijden
Na jarenlang de Allonsius B-meeting (naar Eugène Allonsius) te hebben georganiseerd, mag OEH sinds 2014 een Flanders Cup organiseren. 
Op de weg organiseert OEH, sinds 1981, de Hyacintenjogging.

## Bekende (ex-)atleten
- Wim Blondeel
- Dylan Borlée
- Jonathan Borlée
- Kevin Borlée
- Félicien Bosmans
- Thomas De Bock
- Ben Debognies
- Simon Debognies
- Lindsey De Grande
- Sabrina De Leeuw
- Pieter Desmet
- Jeroen D'hoedt
- Bram Ghuys
- Robin Hendrix
- Isaac Kimeli
- Camille Laus
- Annelies Peetroons
- Jonathan Sacoor
- Vanessa Sterckendries
- Tom Van Hooste